# Slime & B
Slime & B è un mixtape collaborativo del cantante statunitense Chris Brown e del rapper statunitense Young Thug, pubblicato il 5 maggio 2020.

## Tracce
1. Say You Love Me – 2:52
2. Go Crazy – 2:56
3. Trap Back (featuring Major Nine) – 4:16
4. I Got Time (featuring Shad da God) – 3:23
5. She Bumped Her Head (featuring Gunna) – 4:00
6. Big Slimes (featuring Gunna & Lil Duke) – 5:26
7. I Ain't Tryin' – 3:53
8. Animal – 3:26
9. City Girls – 3:50
10. Stolen – 3:49
11. Undrunk (Chris Brown featuring Too Short & E-40) – 3:10
12. No Such Thing (Chris Brown featuring HoodyBaby) – 1:41
13. Help Me Breathe (Young Thug featuring Future) – 3:50